# San Pietro in Lama
San Pietro in Lama er en by i Apulien, Italien med 3.390 (2023) indbyggere.